# Maribella Zamarripa
Maribella Zamarripa (* 15. August 2002 auf Hawaii) ist eine US-amerikanische Tennisspielerin. Ihre fünf Minuten ältere Zwillingsschwester Allura spielt ebenfalls Tennis.

## Karriere
Maribella Zamarripa ist seit 2018 Profi und spielte bisher ausschließlich Turniere der ITF Women’s World Tennis Tour, auf der sie bislang 15 Doppeltitel gewann, davon neun an der Seite ihrer Schwester Allura.

## Turniersiege

### Doppel
| Nr. | Datum              | Turnier          | Kategorie   | Belag             | Partnerin             | Finalgegnerinnen                                     | Ergebnis           |
| --- | ------------------ | ---------------- | ----------- | ----------------- | --------------------- | ---------------------------------------------------- | ------------------ |
| 1.  | 7. Dezember 2018   | Bogotá           | ITF $15.000 | Sand              | Allura Zamarripa      | María Paulina Pérez García Paula Andrea Pérez García | 7:5, 6:4           |
| 2.  | 16. Juni 2019      | Wesley Chapel    | ITF W15     | Sand              | Allura Zamarripa      | Kylie Collins Sofia Sewing                           | 3:6, 6:4, [13:11]  |
| 3.  | 22. Juni 2019      | Orlando          | ITF W15     | Sand              | Allura Zamarripa      | Kimmi Hance Ahlyn Krueger                            | 6:3, 6:1           |
| 4.  | 1. November 2020   | Tyler            | ITF W80     | Hartplatz         | Allura Zamarripa      | Paula Kania-Choduń Katarzyna Piter                   | 6:3, 5:7, [11:9]   |
| 5.  | 25. Juni 2022      | Wichita          | ITF W25     | Hartplatz         | Allura Zamarripa      | Carolyn Ansari Ariana Arseneault                     | 6:4, 6:2           |
| 6.  | 15. Oktober 2022   | Florence         | ITF W25     | Hartplatz         | Allura Zamarripa      | Samantha Crawford Clervie Ngounoue                   | 6:3,6:4            |
| 7.  | 17. Juni 2023      | Colorado Springs | ITF W25     | Hartplatz         | Eryn Cayetano         | Lauren Friedman Alina Shcherbinina                   | 6:4, 6:2           |
| 8.  | 27. Januar 2024    | Vero Beach       | ITF W75+H   | Sand              | Allura Zamarripa      | Hailey Baptiste Whitney Osuigwe                      | 6:3, 3:6, [10:4]   |
| 9.  | 14. September 2024 | Monastir         | ITF W15     | Hartplatz         | Eryn Cayetano         | Xenia Bandurowska Sandughasch Kenschibajewa          | 6:4, 6:2           |
| 10. | 12. Oktober 2024   | Edmonton         | ITF W35     | Hartplatz (Halle) | Kayla Cross           | Jessica Failla Anna Rogers                           | 6:3, 6:1           |
| 11. | 19. Oktober 2024   | Calgary          | ITF W75+H   | Hartplatz (Halle) | Kayla Cross           | Robin Anderson Dalayna Hewitt                        | 63:7, 7:5, [12:10] |
| 12. | 2. November 2024   | Norman           | ITF W35     | Hartplatz (Halle) | Jessica Failla        | Makenna Jones Park So-hyun                           | 3:6, 6:2, [10:5]   |
| 13. | 11. Januar 2025    | Naples           | ITF W35     | Sand              | Allura Zamarripa      | Julie Belgraver Jasmijn Gimbrère                     | 7:5, 6:1           |
| 14. | 5. April 2025      | Jackson          | ITF W35     | Sand              | Alicia Herrero Liñana | Diletta Cherubini Victoria Osuigwe                   | 6:0, 6:2           |
| 15. | 24. Mai 2025       | Orlando          | ITF W35     | Sand              | Allura Zamarripa      | Jenny Dürst Dasha Plekhanova                         | 6:3, 6:1           |